# 有次
株式会社有次（ありつぐ）は、京都府京都市中京区錦小路の刃物店。刀工の藤原有次によって1560年（永禄3年）創業。

## 概要
- 京都御所御用鍛冶の伝統を受け継ぎ現在は18代目という。[1]
- 刃物のほか調理器具全般も扱う。[1]

## 参考資料
- 江弘毅『有次と包丁』新潮社
- https://www.kyoto-nishiki.or.jp/stores/aritsugu/

錦小路商店会公式ウェブサイト
- http://www.shinise.ne.jp/j_kyoto/voices/vol/39/39-a.html

情報誌「京都」39号